# Збічно
Збічно (пол. Zbiczno, нім. Wilhelmsberg) — село в Польщі, у гміні Збічно Бродницького повіту Куявсько-Поморського воєводства.
Населення — 924 особи (2011).
У 1975-1998 роках село належало до Торунського воєводства.

## Демографія
Демографічна структура станом на 31 березня 2011 року:
|          | Загалом | Допрацездатний вік | Працездатний вік | Постпрацездатний вік |
| -------- | ------- | ------------------ | ---------------- | -------------------- |
| Чоловіки | 493     | 122                | 336              | 35                   |
| Жінки    | 431     | 79                 | 275              | 77                   |
| Разом    | 924     | 201                | 611              | 112                  |